# راچتسه (استان اشوی‌داشکسیه)
راچتسه (به لهستانی: Raczyce) یک منطقهٔ مسکونی در لهستان است که در گمینا گنوینو واقع شده‌است.